# Hasuda

Hasuda (蓮田市 Hasuda-shi?) este un municipiu din Japonia, prefectura Saitama.